# Weissia
Weissia é um género de musgo pertencente à família Pottiaceae.
O género foi descrito em 1801 por Johann Hedwig.
Espécies selecionadas:
- Weissia crispula
- Weissia controversa
- Weissia brachycarpa
- Weissia microstoma
- Weissia squarrosa
- Weissia xylopiae Bat. & M.P.Herrera[1]

## Espécies
O gênero Weissia contém as seguintes espécies:
- Weissia abbreviata Zander, 1993
- Weissia alianuda B. C. Tan in B. Thiers, 1992
- Weissia andersoniana Zander, 1985
- Weissia argentinica C. Müller, 1879
- Weissia artocosana Zander, 1993
- Weissia atra Schleicher ex A. P. de Candolle, 1815
- Weissia ayresii W. P. Schimper in Bescherelle, 1880
- Weissia balansae Zander, 1993
- Weissia balansaeana C. Müller, 1882
- Weissia bizotii Zander, 1993
- Weissia brachycarpa Juratzka, 1882
- Weissia brachypelma C. Müller, 1879
- Weissia brachypoma C. C. Townsend, 1981 [1982]
- Weissia breutelii C. Müller, 1849
- Weissia breviseta Chen Pan-chieh, 1941
- Weissia canaliculata Hampe, 1879
- Weissia condensa Lindberg, 1863
- Weissia contermina Mitten, 1869
- Weissia controversa Hedwig, 1801
- Weissia cucullata C. Müller, 1858
- Weissia dieterlenii Thériot, 1924
- Weissia diffidentia Zander, 1993
- Weissia edentula Mitten, 1859
- Weissia erythrogona Bridel, 1806
- Weissia exserta Chen Pan-chieh, 1941
- Weissia fallax Sehlmeyer, 1820
- Weissia felipponei Thériot in Felippone, 1930
- Weissia fornicata Bridel, 1819 [1818]
- Weissia ghatensis Dixon & Potier de la Varde, 1930
- Weissia glazioui Zander, 1993
- Weissia groenlandica Kindberg, 1897
- Weissia humicola C. Müller, 1899
- Weissia inoperculata H. Crum, Steere & L. E. Anderson, 1964
- Weissia jamaicensis Grout, 1938
- Weissia kaikouraensis R. Brown ter, 1903
- Weissia krassavinii Lazarenko ex Ochyra, 1988
- Weissia kunzeana C. Müller, 1849
- Weissia latifolia (Dickson) Bruch & W. P. Schimper, 1843
- Weissia latiuscula C. Müller, 1899
- Weissia levieri Kindberg, 1897
- Weissia ligulaefolia Grout, 1938
- Weissia lineaefolia C. Müller, 1875
- Weissia longidens Cardot, 1907
- Weissia longifolia Mitten, 1851
- Weissia lorentzii Zander, 1993
- Weissia ludoviciana W. D. Reese & B. A. E. Lemmon, 1965
- Weissia macrospora Cardot & Potier de la Varde in Potier de la Varde, 1922
- Weissia micacea C. Müller, 1849
- Weissia mittenii Mitten, 1851
- Weissia muhlenbergiana W. D. Reese & B. A. E. Lemmon, 1965
- Weissia multicapsularis Mitten, 1851
- Weissia neocaledonica Zander, 1993
- Weissia newcomeri K. Saito, 1975
- Weissia nitida Reinwardt & Hornschuch, 1829
- Weissia norkettii R. S. Chopra, 1975
- Weissia novae-valisiae Stone, 1980
- Weissia obtusata C. Müller, 1900
- Weissia obtusifolia C. Müller, 1845
- Weissia occidentalis Stoneburner, 1985 [1986]
- Weissia occulta Wallroth, 1840
- Weissia opaca Magill in Magill & Schelpe, 1979
- Weissia ovalis E. B. Bartram, 1933
- Weissia ovatifolia Kürschner, 1995
- Weissia papillosa Dixon & Naveau, 1927
- Weissia patagonica Cardot & Brotherus, 1923
- Weissia patula Fife, 1995
- Weissia perpusilla Stone, 1980
- Weissia pilifera (Dickson) Funck ex Wallroth, 1831
- Weissia platystegia A. Eddy, n.d. [1990]
- Weissia ricciae Bridel, 1819 [1818]
- Weissia riograndensis Zander, 1993
- Weissia rostellata Lindberg, 1864
- Weissia rutilans Lindberg, 1863
- Weissia semidiaphana Zander, 1985
- Weissia semiinvoluta C. Müller, 1882
- Weissia semipallida C. Müller, 1898
- Weissia sharpii L. E. Anderson & B. A. E. Lemmon, 1973
- Weissia simplex Bridel, 1827
- Weissia socotrana Mitten, 1888
- Weissia splachnum Garovaglio, 1840
- Weissia squarrosa C. Müller, 1849
- Weissia sterilis W. E. Nicholson, 1903
- Weissia subacaulis Mitten, 1869
- Weissia submicacea C. Müller, 1900
- Weissia termitidarum C. Müller, 1875
- Weissia triumphans M. O. Hill, 1981 [1982]
- Weissia tyrrhena Fleischer, 1893
- Weissia vardei Bizot in Bizot & Dury, 1978
- Weissia veviridis Zander, 1993
- Weissia welwitschii W. P. Schimper, 1876
- Weissia willisiana Catcheside, 1980